# 奎尼丁
奎尼丁（英語：Quinidine）是自金雞納樹樹皮提煉出來具有治療心律不整的藥物。

## 藥理作用
- 它可與心肌細胞膜上的类脂及脂蛋白結合而降低細胞膜之興奮性，因而使心率變慢。
- 具有抑制副交感（迷走）神經之作用。
- 可以降低心肌收縮力。
- 奎尼丁因具有對抗副交感神經作用，故可能引起竇性心率過速現象。
- 使血管擴張，造成血壓下降或休克生成。
- 它並且具有骨髓肌鬆弛作用。

## 臨床用注
口服或注射使用。如果沒有心電圖監視，不宜靜脈注射。

## 副作用
- 金雞納中毒症狀包括耳鳴、頭暈、視力障礙、聽力障礙、複視及噁心等。
- 出現過敏反應包括發燒、發疹、喘息、及血小板減少症等現象。
- 會出現心室跳動過快或心跳停止（如果有傳導缺陷時）。
- 會降低血壓。